# RTMark
RTMark představuje uměleckou skupinu aktivistů, která se snaží o narušení tzv. "Firemního štítu", což je záležitost chránící americké korporace a společnosti. Název je odvozen od pojmu "ochranná známka" (anglicky Registered Trademark).
RTMark sám je registrovanou společností, která k sobě sdružuje aktivisty, kteří plánují projekty s dárci, kteří je finančně zabezpečují.

RTMark tedy působí mimo rovinu zákona stanovenou mezi lidmi a těží z mnohem volněji stanovených pravidel a zákonů mezi danými korporacemi.

Jako svůj první žertík představila skupina akci „Barbie, organizace pro osvobození“, ve které skupina změnila nastavení hraček, mluvících panenek Barbie a GI Joe, a poté je vrátila zpět do obchodu (1993), což mělo za následek dezorientované vnímání pohlaví panenek dětmi. První vtípek, který byl reálně sponzorován ze strany RTMark byl SimCopter „hack“ (1996), který veřejnosti naservíroval zakládající člen skupiny Jacques Servin.
K dalším kouskům skupiny lze přiřadit falešně vybudované internetové stránky gwbush.com (falešná internetová kampaň George W. Bushe),
a Vote-auction.net, což představovalo doménu, kde bylo možné při americké volbě prezidenta vydražit svůj volební hlas, popřípadě ho prodat. Skupina byla také zapojena do války hraček, což byla právní bitva mezi internetovými prodejci hraček e-toys.com, a doménou etoy.com, kdy e-toys žaloval druhou doménu za porušení obchodní známky.